# Didi Holtermann
Didi Holtermann, född Dagny Borghild Ivarson 28 november 1895 i Kristiania (nuvarande Oslo), död 17 december 1975, var en norsk skådespelare.
Holtermann filmdebuterade 1922 i Amund Rydlands Farende folk där hon spelade rollen som Veronika. År 1924 medverkade hon i Til sæters, 1925 i Fager er lien och 1926 i Simen Mustrøens besynderlige opplevelser, vilket blev hennes sista film.
Hon var gift med skådespelaren Magnus Falkberget.

## Filmografi
- 1922 – Farende folk
- 1924 – Til sæters
- 1925 – Fager er lien
- 1926 – Simen Mustrøens besynderlige opplevelser